# 横浜市交通局800型電車
横浜市交通局800型電車（よこはましこうつうきょく800がたでんしゃ）は、かつて横浜市交通局（旧：横浜市電気局）が所有していた路面電車である横浜市電の電車。当初は1943年に導入される予定であったが、製造の遅れから第二次世界大戦後初の新形式として登場した。横浜市電最後の2軸車でもある。

## 概要
第二次世界大戦前に製造された200型、300型および戦時中の車両不足補充のために導入されながらも営業運転に就かないまま放置された成田鉄道成宗線の中古車の改造名義で製造された二軸車。全長10,000mmは日本の路面電車に導入された2軸車の中では最大級であった。製造は戦時中から戦後にかけて2次に分けて行われた。

### 801 - 810
200型からの改造名義で製造された車両。1943年に製造される予定であったが諸般の事情で遅れ、1945年に車体は完成するも工員や機器の不足により工事は中断され、最初の車両が営業運転に就いたのは1946年2月1日であった。製造当時の資材不足により車体は木製であり、鋼材も板を用いた代用材が使用されていた。その結果劣化が早く、一部車両は車体前後が弛み車端部が路面に接触する状態にまで至ったため、1950年以降台枠の補強、外板の鉄板張りへの変更などの改造工事が実施された。
ブリル製のものを使用した台車も構造上の問題や材料自体の不良のため状態が悪く、スプリングも弱いため乗り心地も非常に悪かった。製造時の制動装置は801-805がハンドルを用いた手ブレーキ、806-810が空気ブレーキであった。

### 811 - 832
老朽化が進んだ200型に加えて戦災を受けた300型、成田鉄道の中古車両からの改造名義で1947年から1948年にかけて製造された車両。車体は鋼製になったものの作りは粗末で、雨漏りによって天井のベニヤ板が膨れ上がり改修工事が必要となる事例も生じた。電動機は新品のTDK-599Pを用いたが、2両については納入が間に合わなかったため手持ち品であるMB-82Lを改造の上使用した。これらの車両については区別のため、当初の番号（825、823）から変更された（831、832）。

## 運用
戦時設計であった事から老朽化が著しく、1953年には805-822が早くも廃車され1150型の改造名義として使用された。以降も一部車両は残存したが末期はラッシュ時専用となり、1965年に最後まで残った803が廃車となった。横浜市電保存館への保存や各地の公園や学校への供出は行われなかったため、現存車両は存在しない。